# あここの方
あここの方（あここのかた、生没年不詳）は、織田信長の側室。
父は内大臣の三条西実枝。

## 概要
「御湯殿上日記」に「三条所のあこゝ」として登場し、信長の推進により父が天正5年（1577年）に大納言に昇進しているが、あここの方との関係は不明。信長との関係や詳細な生涯については記録が少なく、具体的な活動や影響についてはわからない部分が多い。織田信長はこのほかにも、生駒吉乃、坂氏の娘、お鍋の方慈徳院、養観院、土方氏、春誉妙澄大姉（しゅんよ みょうちょう だいし）、稲葉氏、明鏡院、御ツマキの方を妻としていた。